# Кендъл (окръг, Илинойс)
Окръг Кендъл (на английски: Kendall County) е окръг в щата Илинойс, Съединени американски щати. Площта му е 837 km², а населението - 54 544 души (2000). Административен център е град Йорквил.